# Aygepat
Aygepat (en arménien Այգեպատ ) est une communauté rurale du marz d'Ararat en Arménie. En 2008, elle compte 1 485 habitants.